# Rose Marie (skådespelare)
Rose Marie Mazzetta, född 15 augusti 1923 i New York i New York, död 28 december 2017 i Van Nuys i Kalifornien, var en amerikansk skådespelare, sångare, komiker och vaudevilleveteran, med en karriär som spände över nio decennier och inkluderar film, radio, skivor, teater, nattklubbar och TV. Som barn hade hon en sångkarriär under namnet Baby Rose Marie.

## Filmografi i urval
- Baby Rose Marie the Child Wonder (1929)
- Sing, Babies, Sing (1933)
- International House (1933)
- Rambling 'Round Radio Row (1934)
- Top Banana (1954)
- Krutrök (1957)
- The Dick Van Dyke Show (1961–1966)
- Hollywood Squares (1966–1981)
- The Monkees (1966-1967)
- The Doris Day Show (1969–1971)
- Kärlek ombord (1984)
- Remington Steele (1986)
- Witchboard (1986)
- Cagney & Lacey: Together Again (1995)
- Kära Susan (1997)
- Psycho (1998)
- The Hughleys (2001)